# جون إيبس
د. جون إيبس (15 فبراير 1805 - 12 فبراير 1869) هو طبيب انكليزي، وعالم في فراسة الدماغ واختصاصي في المعالجة المثلية. كان إيبس أيضًا ناشطًا سياسيًا معروفًا بمناصرته للقضايا المتطرفة، إذ حرص على إلقاء المحاضرات والمواعظ بالإضافة إلى الكتابة في العديد من الدوريات.

## مشاركته الدينية
ترعرع إيبس في كنف عائلة كالفينية. منذ سن مبكرة، أعلن إيبس نفسه عدوًا للمؤسسات الكنسية والكهنوت مدفوع الأجر، ما يتجلى بوضوح في الإصلاحات البرلمانية التي طالب بها. عارض إيبس بشدة الضرائب المفروضة لصالح الكنيسة. ندّد إيبس بالكنائس البروتستانتية الكبرى ووصفها بأنها «البنات العاهرات لروما [أي الكنيسة الرومانية الكاثوليكية]».
أثناء وجوده في إدنبرة، انضم إيبس إلى المعمدانيين الاسكتلنديين، الذين لم يكن لديهم كاهن ثابت، إذ سمحوا لأي شخص مدفوع أو متأثر التكلم أمام أقرانه. في ظل هذه البيئة، أصبح إيبس داعية في سن التاسعة عشرة. مع ذلك، ترك إيبس المعمدانيين الاسكتلنديين عند عودته إلى لندن، نظرًا إلى تشابه الطائفة في لندن مع الأنظمة الكنسية التي رفضها. بعد ذلك ولسنوات طويلة، عمل إيبس كداعية وألقى المواعظ على الميكانيكيين في كنيسة دوك هيد. منذ أوائل ثلاثينيات القرن التاسع عشر، تحول إيبس نحو معتقدات جمعية الأصدقاء الدينية.

### وجهات نظره
لم يرفض إيبس المؤسسات الكنسية الأرثوذكسية فحسب، بل رفض أيضًا العديد من المذاهب المسيحية السائدة. رفض إيبس مذهب النفس الخالدة، إذ أكّد عوضًا عن ذلك على القيامة باعتبارها المهرب من الموت. في هذا السياق، شدّد إيبس أيضًا على المجيء الثاني للمسيح. نظر إيبس إلى جهنم باعتبارها القبر نفسه، وليست مكانًا للتعذيب كما هو شائع في المسيحية السائدة. رفض إيبس أيضًا الثالوث المسيحي، مشيرًا إلى امتلاك يسوع، ابن الله، طبيعة إنسانية. تحدث إيبس أيضًا ضد تمجيد أبطال الحرب: «إن شرف العلم البريطاني مجرد عبارة مزيفة من شأنها حجب ناظري الرجل عن الخطأ والصواب».

### الشيطان
تنطوي أبرز وجهات نظر إيبس غير التقليدية وأكثرها شهرة على الشيطان (1842). كان إيبس جزءًا من سلسلة طويلة من المرتدين الذين تبنوا وجهة النظر هذه، بدءًا من سيمبسون (1804)، ولاردنر (1742) وسايكس (1737)، وصولًا إلى مناصر تجديدية العماد الهولندي، ديفيد جوريس (1540). وفقًا لمنظور إيبس، يجب فهم الإشارات الموجودة حول الشيطان وإبليس في الإنجيل باعتبارها، في المقام الأول، تجسيدات لمبدأ الشهوة لدى الإنسان. في عام 1842، نشر إيبس مع إبقاء هويته مجهولة الشيطان: البيان والتفسير الإنجيلي للحقيقة المتعلقة بذلك الثعبان القديم، والشيطان وإبليس، ودحض المعتقدات السائدة في العالم فيما يتعلق بالخطيئة ومصدرها. لاقى منشوره هذا معارضة كبيرة، إذ أفاد المؤرخ ألان أير بأنه «أُلقيت محاضرة بعد فترة قصيرة في معهد توتينغ في ميتري إن في ... لندن ... إذ انتهت بإساءة جسيمة ما أدى إلى انتشار المقاطعة والعداء على نطاق واسع». بشكل مشابه، ألقى إيبس في وقت سابق سلسلة من المحاضرات في كنيسة دوك هيد بهدف إثبات عدم امتلاك الشيطان أي كينونة شخصية، إذ «جلب عليه تأكيده الجريء هذا قدرًا هائلًا من سوء المعاملة، وقد رفض بعض المرضى الحصول على العلاج من شخص حامل لمثل هذه الآراء الرافضة للمجتمع».
حافظ جون إيبس على إيمانه طوال حياته؛ وفقًا للتقارير: «عند لفظه أنفاسه الأخيرة، عبّر إيبس بتواضع، لكن بثقة، عن إيمانه بقوة الأب الأعظم لجميع الأرواح، وحكمته وصلاحه».